# 丰
【丰】 — китайський ієрогліф.  Дуже рідко використовується на письмі в японській мові. В китайській та корейській мовах виступає як спрощений варіант ієрогліфа 豐.

## Значення
1. густий, буйний, рясний (про траву).
2. красивий, гарний.
3. вигляд, зовнішність.
4. сходи.

Ключ: 2 (丨 + 3);  Кількість рисок: 4.
; Введення ієрогліфа чотирикутним методом: 50000. .

## Прочитання
| Китайська         |                   |                   |                   |                 |                 |
| Мандаринська мова | Мандаринська мова | Мандаринська мова | Мандаринська мова | Кантонська мова | Кантонська мова |
| чжуїнь            | піньїнь           | Вейд-Джайлз       | кирилиця          | ютпхін          | Єль             |
| ㄈㄥ              | fēng (feng1)      | feng1             | фен (фин)         | fung1           | fung1           |

| Корейська |           |                   |                  |                    |                |
|           | хангиль   | стара латинка     | нова латинка     | Єль                | кирилиця       |
| Звук:     | 봉 풍     | pong p'ung        | bong pung        | pong phwung        | пон пхун       |
| Назва:    | 예쁠 풍채 | yeppǔl p'ungch'ae | yeppeul pungchae | yeyppul phwungchay | єппиль пхунчхе |

| Японська |                 |                 |                |
|          | кана            | латинка         | кирилиця       |
| Он:      | ほう ふ ふう ぶ | hō fu fū bu     | хō фу фу бу    |
| Кун:     | みめよい しげる | mimeyoi shigeru | мімейой сіґеру |
| Ім'я:    | —               | —               | —              |